# D32b (hunebed)
Hunebed D32b is een voormalig hunebed in de buurt van hunebed D32 bij Odoorn. Er zijn geen zichtbare restanten van hunebed D32b meer aanwezig. In de nabijheid hebben ook de inmiddels verdwenen hunebedden D32a, D32c en D32d gelegen.
Het hunebed is in de 19e eeuw afgebroken. In 1925 stelde de archeoloog Albert van Giffen al vast dat er van het hunebed niets meer over was.